# متحف التصوير (مراكش)
متحف التصوير أو بيت التصوير هو متحف للصور الفوتوغرافية، يقع في قلب المدينة العتيقة في مدينة مراكش المغربية، تأسس في أبريل 2009، صممه السير ديفيد تشيبرفيلد على غرار الهندسة المعمارية المغربية والإسلامية، وهو يتكون من فناء مركزي واسع وكبير، يتوسطه حوض ماء، يعرض مجموعة من الصور الفوتوغرافية التي التقطت في المغرب من سبعينيات القرن التاسع عشر إلى خمسينيات القرن الماضي والفن المعاصر. هو المتحف الأكبر من نوعه في العالم، بمساحة 80,000 قدم مربع، وتوجد فيه مجموعة من الأعمال الصورية للعديد من الفنانين والمصورين المغاربة، مثل: حسن حجاج ويتو بارادا وكارول بينتاح وهشام بن اوحود وعلي شريبي وياسمين بوزيان داوود وهشام غارداف ولميا ناجي وليلى سادل واولاد سياد.

## المجموعات
يحتوي على مجموعة من الصور الفوتوغرافية وأكثر من 10000 صورة فوتوغرافية قديمة، من الفترة من 1870 إلى 1950. وبعض الأعمال للفنان جورج ويلسون، ومارسلين فلاندرين، ويحتوي ايضاً على صور لمناظر ولقطات لموقع وليلي، المدرج على قائمة التراث العالمي التابع لليونيسكو، وبعض المناظر الطبيعية للمدن المغربية، ومجموعة من الصور المعمارية الكبيرة لحصن القصبة، وبعض الصور للمصور الألماني، أدولف ماير، وايضاً يعرض المتحف مجموعة من الصور الفوتوغرافية التاريخية والثقافية المتعلقة بتاريخ المغرب العربي، وصور لأول فيلم وثائقي ملون في المغرب عام 1957، الذي يتحدث عن القبائل الأمازيغية في الأطلس الكبير. ويحتوي أيضاً على مجموعة من سلسلة مهمة من لوحات التصوير الضوئي التي التقطها مصورون مجهولون ومسافرون قاموا بجولات كبرى في المغرب.

## أنشطة
يقدم المتحف العديد من الأنشطة الثقافية في عدة مواضيع، وتقام فيه معارض نصف سنوية لعرض مجموعات من الصور الفوتوغرافية في عدد من المواضيع المختلفة، ويعتبر المتحف مركز أبحاث ثقافي للباحثين والطلاب، وتقام فيه سفرات مدرسية للتلاميذ الصغار لكي يتعرفوا على تاريخ التصوير الفوتوغرافي، شارك المتحف في النسخة الثالثة من مهرجان مراكش للكتاب في المركز الثقافي الداوديات عام 2018.